# Le Choix de ma vie
Pour plus de détails, voir Fiche technique et Distribution.
Le Choix de ma vie (Expecting Amish) est un téléfilm américain coproduit et réalisé par Richard Gabai, diffusé en 2014.

## Synopsis
Dans une petite communauté Amish de Pennsylvanie, à Lancaster, Hannah, la fille aînée de Ezekiel Yoder, décide de partir à Los Angeles pour Rumspringa, période où les jeunes Amish peuvent vivre dans le monde moderne avant d'être baptisés et de s'engager définitivement à suivre les règles de la communauté. Samuel, son futur fiancé et ami d'enfance refuse de l'accompagner, déclarant qu'il sait où est sa place. Elle part avec Sarah, Mary et Isaac qui profitent de toutes les opportunités.
D'abord réticente, elle finit par les suivre dans une soirée où elle rencontre Josh, étudiant et disc jockey à ses heures. Josh fait découvrir le monde à Hannah et elle se rapproche de plus en plus de lui. Elle essaie de combattre ses sentiments pour lui, vis-à-vis de Samuel. La veille du départ, elle ne veut plus partir, ni être baptisée, ni se marier.
Une découverte va totalement chambouler sa vie et celle de son entourage. En effet, Hannah découvre qu'elle est enceinte de Josh et l'annonce à Samuel qui lui propose d'élever l'enfant dans la communauté Amish, comme s'il était de lui, afin de protéger Hannah du bannissement. Hannah accepte et se rend compte des sentiments que Samuel a à son égard.
Alors qu'Hannah se prépare pour son mariage, Josh, qui a traversé les trois-quarts du pays pour la voir, arrive par surprise devant la maison d'Hannah. Il y affronte alors le père d'Hannah et Samuel. Josh déclare alors son amour ardent pour la jeune femme qui hésite entre sa famille et l'amour de sa vie. Josh quitte les terres Amish et repart à Los Angeles.
Le soir même, le père d'Hannah se met en colère contre elle lui disant que sa mère n'aurait pas été fière d'elle et de son comportement. Il décide que sa fille sera baptisée le lendemain et mariée le jour suivant à Samuel. Le jour du baptême, alors que toute la communauté s'est rassemblée autour du lac, Hannah réfléchit longtemps dans sa chambre et décide de quitter la communauté Amish. Alors qu'elle sort de chez elle, sa famille et la communauté arrive devant la maison. Samuel s'emporte et révèle le secret de la grossesse d'Hannah à tout le monde. Elle est alors bannie et part retrouver Josh à Los Angles.
Elle envoie une lettre à son père huit mois plus tard, lui annonçant la naissance de sa fille, Ruth, d'après sa mère décédée trois ans plus tôt. Elle lui annonce, qu'elle et Josh ont emménagé dans un nouvel appartement et que ses beaux-parents les aident beaucoup. Elle lui dit qu'elle est heureuse dans sa nouvelle vie et qu'elle aimerait qu'il connaisse les bons côtés de Josh et que malgré tout, il reste son père et qu'elle l'aime.

## Fiche technique
Sauf indication contraire, les informations mentionnées dans cette section peuvent être confirmées par la base de données cinématographiques IMDb,  présente dans la section « Liens externes ».
- Titre original : Expecting Amish
- Titre français : Le Choix de ma vie
- Réalisateur : Richard Gabai
- Scénariste : Scott Durdan, d'après l'histoire de Samantha DiPippo et Scott Durdan
- Musique : Sean Murray
- Décors : Niko Vilaivongs
- Costumes : Deborah Goldstein
- Photographie : Scott Peck
- Montage : Jeff Murphy
- Production : Michael Amato, John Constantine et Richard Gabai

Production déléguée : Mike Constantine, David Gabai et Richard Iott
Coproduction : Jeff Murphy et Scott Peck
- Société de production : Check Entertainment
- Société de distribution : Lifetime Entertainment
- Pays d'origine :  États-Unis
- Langue originale : anglais
- Format : couleur
- Genre : drame
- Durée : 88 minutes
- Dates de première diffusion :
  - États-Unis : 19 juillet 2014 sur Lifetime
  - Belgique : 16 octobre 2014 sur[Laquelle ?]
  - France : 9 mars 2015 sur TF1

## Distribution
- AJ Michalka (VF : Marion Huguenin) : Hannah Yoder
- Jesse McCartney (VF : Thierry d'Armor) : Josh
- Alyson Stoner (VF : Jade Jonot) : Mary
- Cayden Boyd (VF : Lorenzo Beri) : Isaac
- Aurelia Scheppers (VF : Anne-Charlotte Piau) : Sarah
- Jean-Luc Bilodeau (VF : Romain Altché) : Samual
- Ron Ely (VF : Sylvain Lemarié) : Elder Miller
- Brian Krause (VF : Benoît Du Pac) : M. Yoder
- Avery Kristen Pohl : Beth
- Micah Tayloe Owens : Gabe
- Carrie Wampler : Jennifer

Sources et légende : Version française selon le carton de doublage.

## Production
Le tournage a lieu en Californie, précisément aux Disney's Golden Oak Ranch de Newhall et en ville de Santa Clarita.

## Accueil
Le téléfilm est vu par 1,502 million de téléspectateurs lors de sa première diffusion.